# Jaren Sina
Jaren Sina (ur. 12 marca 1994 w Figueira da Foz) – amerykański koszykarz, występujący na pozycjach rozgrywającego lub rzucającego obrońcy, posiadający także kosowskie obywatelstwo, reprezentant tego kraju.
13 stycznia 2020 został zawodnikiem ENEA Astorii Bydgoszcz.
Jego ojciec Mergin grał także profesjonalnie w koszykówkę, występował w Belgii, Hiszpanii, Argentynie, Portugalii (zaliczony do Koszykarskiej Galerii Sław), we Włoszech.

## Osiągnięcia
Stan na 3 lipca 2020, na podstawie, o ile nie zaznaczono inaczej.
NCAA
- Mistrz turnieju National Invitation Tournament (NIT – 2016)
- Zaliczony do I składu:
  - najlepszych pierwszorocznych zawodników Big East (2014)
  - Big East Academic All-Star (2014)

Drużynowe
- Mistrz II ligi francuskiej Pro B (2018 – awans do najwyższej klasy rozgrywkowej we Francji – Pro-A)

Reprezentacja
- Uczestnik kwalifikacji do:
  - europejskich do mistrzostw świata (2017)
  - Eurobasketu (2016)